# تیلور دین
تیلور دین (به انگلیسی: Taylor Dayne) (زاده ۷ مارس ۱۹۶۲) خواننده ، ترانه‌سرا ، بازیگر آمریکایی است.
از فیلم‌های معروف او می‌توان به بازی در فیلم رابطه عاشقانه اشاره کرد.